# Vălureni, Mureș
Vălureni este un sat în comuna Cristești din județul Mureș, Transilvania, România.